# IC 5080
IC 5080 — галактика типу E (еліптична галактика) у сузір'ї Дельфін.
Цей об'єкт міститься в оригінальній редакції індексного каталогу.